# Carlos Torres Pastorino
Carlos Torres Pastorino (Rio de Janeiro, 4 novembre 1910 – Brasilia, 13 giugno 1980) è stato un presbitero, scrittore e conduttore radiofonico brasiliano.
Carlos si dedicò allo studio della dottrina spiritica e della fenomenologia medianica, e come scrittore è di sua paternità il libro tascabile che divenne il maggior best seller di self-help in Brasile, Minutos de Sabedoria (Minuti di sapienza).

## Biografia
Figlio di José Pastorino e sua moglie Eugênia Torres, Carlos studiò nel Colégio Pedro II a Rio de Janeiro, ove, nel 1924, ricevette i diplomi di geografia, corografia, cosmografia e poco dopo, il bachelor in portoghese. Ebbe più tardi cinque figli, da due matrimoni.

## Vita religiosa

### Cattolicesimo
In seguito, fu a Roma al fine di frequentare il Seminario, ed ottenne il diploma nel 1929, dal cardinale Basilio Pompilj, per l’Ordine Minore di Tonsura. L’ordinazione avvenne nel 1934.
Nel 1937, davanti alla ricusa di Papa Pio XI di ricevere Mahatma Gandhi nella sua veste abituale, decise di abbandonare l’abito sostenendo che il celebre pacifista indiano si vestiva come Gesù e che, come questi, giammai si assoggetterebbe al rigore formalista della Chiesa Cattolica. Non ci sono, tuttavia, prove evidenti del fatto che il Papa Pio XI abbia ricusato la visita di Gandhi.

### Spiritismo
Dopo aver fatto ritorno in Brasile, impartì lezioni di latino e greco all’Instituto Ítalo-Brasileiro de Alta Cultura, ed insegnò anche spagnolo. In quel periodo, cominciò ad esercitare attività giornalistiche, come corrispondente dei Diários Associados. Fu inoltre addetto culturale e giornalistico dell'Academia Brasileira de Belas Artes, membro di innumerevoli società esperantiste nel Paese e all'estero e delegato speciale (Faka Delegito) dell'Universala Esperanto Asocio con sede nei Paesi Bassi. In questa militanza, fu fondatore della Sociedade Brasileira de Esperanto, a Rio de Janeiro.
Il 31 maggio 1950, concluse la lettura de Il Libro degli Spiriti, il cui esemplare aveva ricevuto in prestito da un compagno del Colégio Pedro II e lo conservava con molto affetto. In questa data, si dichiarò uno spiritista e passò a frequentare nella città di Rio de Janeiro il Centro Espírita Julio Cezar, nel quartiere Grajaú, che fu la sua scuola iniziale di Spiritismo. Quasi un anno dopo, l’8 gennaio 1951, fondò con un gruppo di amici il «Grupo Espírita Boa Vontade», posteriormente rinominato «Grupo de Estudos Spiritus» che, con l’aiuto del colonnello Jaime Rolemberg de Lima, diede origine al Lar Fabiano de Cristo, alla CAPEMI e al bollettino spiritico SEI (Serviço Espírita de Informações).
Fondò la Libreria e Casa Editrice Sabedoria e la rivista con lo stesso nome, così come realizzò conferenze sulla dottrina spiritica non solo a Rio de Janeiro ma anche in altri stati del Paese. Giunse anche a progettare la costruzione di una Università Libera a Brasilia, dove si trasferì nel 1973, ma morì prima di vedere concretizzato questo sogno.

## Opere
Pubblicò una estesa bibliografia con più di cinquanta opere, molte di esse ancora inedite. Poliglotta, tradusse opere da diversi idiomi e come conduttore radiofonico ebbe la sua opera magna — il libro Minuti di Saggezza, una collezione di suoi messaggi — propalata nella Rádio Nacional. Compose trentuno brani musicali per piano, orchestra, quartetto d’archi e polifonia a tre e quattro voci.
Tra le sue opere, si evidenziano:
- Minutos de Sabedoria (1966), Rio de Janeiro, Spiritus (dal 1999 editato dalla Editora Vozes cattolica);
- Teu Filho, Tua Vida (1966), Rio de Janeiro, Spiritus;
- Técnica da Mediunidade (1968), Rio de Janeiro, Sabedoria;
- Sabedoria do Evangelho, Rio de Janeiro, Spiritus (vari volumi).

Il libro Minutos de Sabedoria (tradotto in italiano col titolo Minuti di sapienza) oltrepassò la soglia di nove milioni di esemplari venduti, e fu, per reincidenza durante più di due anni consecutivi, ritirato dalla lista elaborata dalla Revista Veja dei più venduti. L’opera, originariamente destinata a sussidiare i lavori assistenziali ed educativi del Professor Pastorino, oggi ebbe, dopo un’azione legale, i suoi diritti rivertiti agli eredi.
Nell'opera Técnica da Mediunidade egli abborda, con il ricorso a innumerevoli quadri comparativi, in una ottica scientifica, il fenomeno medianico. Nella sua prefazione, il Generale di brigata Dr. Manoel Carlos Netto Souto registra:
«Pastorino torna alla Terra e tenta di mostrare o dimostrare fatti che per lui sono assiomatici, facendo la struttura del ponte che unisce il fisico allo spirituale, una volta che li considera della stessa natura, senza irrealtà né fantasia.»
L’opera, edita nel 1968, ebbe le sue edizioni postume proibite dalla famiglia, praticante del cattolicesimo. In essa, l’autore così si riferisce alla medianità:
«Le vibrazioni, le onde, le correnti utilizzate nella medianità sono le onde e correnti di 'pensiero'. Quanto più forti ed elevati i pensieri, maggiore la frequenza vibratoria e minore la lunghezza d’onda. E viceversa. (…) Tutto ciò ci fa comprendere la necessità assoluta di mantenere la mente in 'onde' corte, cioè, con pensieri elevati, perché le nostre preghiere ed emissioni possano raggiungere gli spiriti che si trovano negli alti strati.»